# Anja Niedringhaus
Anja Niedringhaus (12 de octubre de 1965 - 4 de abril de 2014) fue una fotoperiodista alemana que trabajó para Associated Press. Ella era la única mujer en un grupo de 11 fotógrafos de AP que ganó el Premio Pulitzer 2005 por Breaking News Photography de la cobertura en la guerra de Irak. Ese mismo año fue galardonada con el Premio a la Valentía en el Periodismo, de la Fundación Internacional de Mujeres en los Medios.
Ella había cubierto Afganistán por varios años, y el 4 de abril de 2014, fue asesinada mientras cubría las elecciones presidenciales de 2014, cuando un policía afgano abrió fuego contra el coche que estaba esperando en un puesto de control, parte de un convoy electoral.

## Carrera
Niedringhaus comenzó a trabajar a tiempo completo como reportera gráfica en 1990 cuando se unió a la European Pressphoto Agency en Frankfurt, Alemania. Como Jefa de Fotografía de la EPA pasó los primeros diez años de su carrera cubriendo las guerras en la antigua Yugoslavia.
En 2001, Niedringhaus fotografió Nueva York después de los ataques terroristas del 11 de septiembre  y luego viajó a Afganistán, donde pasó tres meses cubriendo la caída de los talibanes.
En 2002, se unió a The Associated Press, para quien ha trabajado en Irak, Afganistán, la Franja de Gaza, Israel, Kuwait y Turquía. El 23 de octubre de 2005, recibió el Premio al Valor IWMF de Periodismo por la emisora estadounidense Bob Schieffer en una ceremonia en Nueva York.

## Muerte
Niedringhaus fue asesinada en un atentado en Afganistán, al tiempo que cubría las elecciones presidenciales de 2014 del país, a la edad de 48 años.